# Droga wojewódzka 936
Die Droga wojewódzka 936 (DW936) ist eine 15 Kilometer lange Droga wojewódzka (Woiwodschaftsstraße) in der Woiwodschaft Schlesien in Polen. Die Strecke in den Powiaten Wodzisławski und Raciborski verbindet die Landesstraße DK45 mit einer weiteren Woiwodschaftsstraße. Die Strecke führt zum Grenzübergang nach Tschechien und verläuft weiter als tschechische Straße zweiter Klasse II/466.

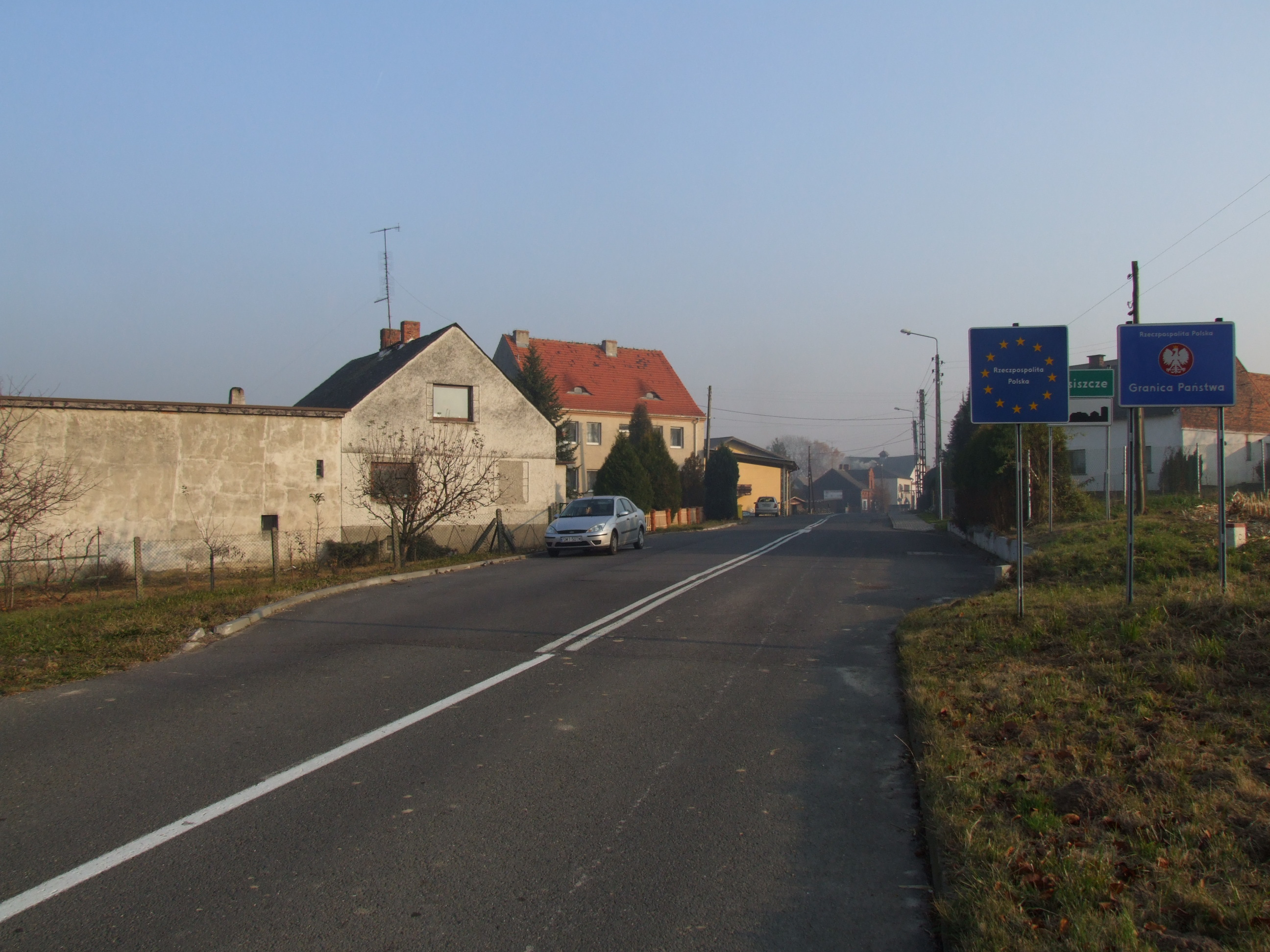
Grenzübergang nach Polen

Die DW936 verläuft in westlicher Richtung von Wodzisław Śląski (Loslau) über Krzyżanowice (Kreuzenort) nach Owsiszcze (Owschütz, tschechisch Ovsiště). Der tschechische Ort Píšť liegt etwa 500 Meter hinter der Grenze.

## Streckenverlauf
Woiwodschaft Schlesien, Powiat Wodzisławski
-  Wodzisław Śląski (DW933)
-  Bahnübergang in Wodzisław Śląski-Zawada
-  Bahnübergang in Buków
-  Brücke über die Oder

Woiwodschaft Schlesien, Powiat Raciborski
-  Bahnübergang
-  Krzyżanowice (DK45)
-  Owsiszcze
-  Owsiszcze (PL) – Píšť (CZ)

Moravskoslezský kraj, Okres Opava
- (II/466)